# Ford Mustang Boss 429
La Ford Mustang Boss 429 è una versione speciale dell'omonimo modello prodotta nel biennio dal 1969 al 1970 dalla casa automobilistica statunitense Ford. È una delle più rare e ricercate versioni della muscle car dell'ovale blu.

## Sviluppo e contesto

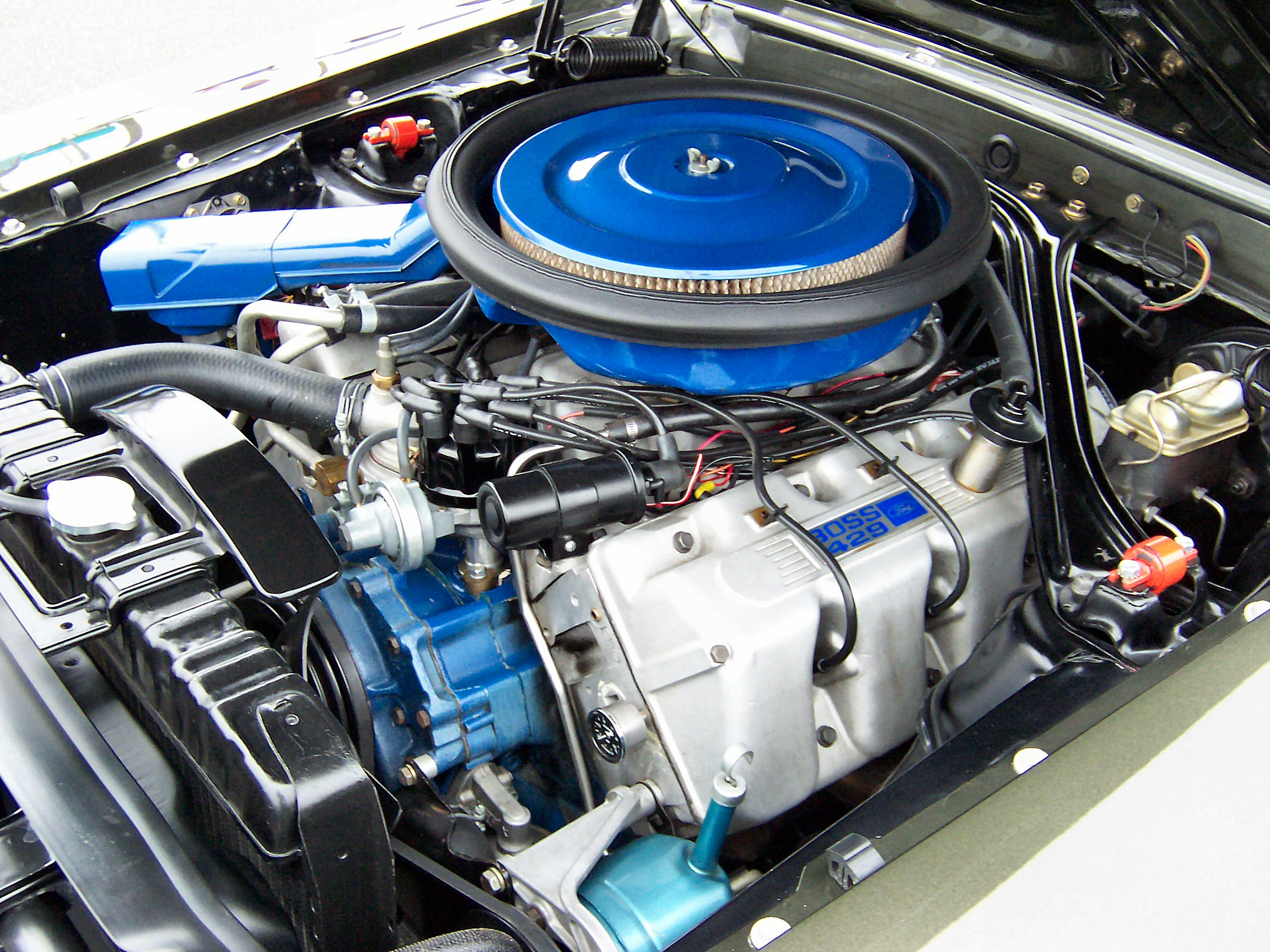
Motore Boss 429 da cui deriva anche il nome della vettura

Le origini della Boss 429 si ritrovano nella volontà della Ford di realizzare una vettura, da utilizzare nell'allora NASCAR Sprint Cup, in seguito divenuta Grand National Division, un veicolo che montasse un motore in grado di competere con l'Hemi della Chrysler. Le regole di omologazione in vigore allora in questa serie richiedevano che, per poter utilizzare un determinato motore, questo venisse montato su almeno 500 vetture e che queste fossero disponibili presso la normale rete di vendita.
I vertici della Ford, dopo una lunga riflessione, decisero che il nuovo motore Boss 429, che faceva parte della nuova gamma di motori 385, sarebbe stato montato sulla Mustang. Un problema si presentò immediatamente in quanto il corpo vettura era troppo stretto per ospitare questo nuovo propulsore. La Ford allora si rivolse alla Kar Kraft per modificare 428 esemplari della Mustang Cobra 428 Jet Mach 1 già costruiti. Per permettere l'inserimento di questa unità furono allargati i puntoni degli ammortizzatori mentre i parafanghi furono estesi verso l'esterno. Sul cofano venne realizzata un'apertura nella quale era inserito un airscoop ad azionamento manuale e, sempre per guadagnare spazio, fu eliminato il sistema di condizionamento dell'aria. La potenza erogata dal motore era di 375 CV (280 kW) mentre la coppia era di 62 kgm. Su tutte queste vetture venne montata la sola trasmissione manuale.
Esternamente le Boss 429 avevano un aspetto piuttosto sobrio rispetto alle Mustang pari classe (Boss 351, Boss 302 e Mach 1) prodotte dalla casa americana. L'unica caratteristica che identificava questa vettura erano le decalcomania Boss 429 applicate dietro alle ruote sui parafanghi anteriori.
Per rimarcare che queste vetture erano delle vere special, venne montata una piastra metallica di omologazione NASCAR sulla portiera del conducente sotto la serratura. Questa piastra riportava un codice composto da due lettere, KK da Kar Kraft, più un numero univoco. La prima Boss 429 prodotta aveva il codice KK1201 mentre l'ultima il codice KK2558.

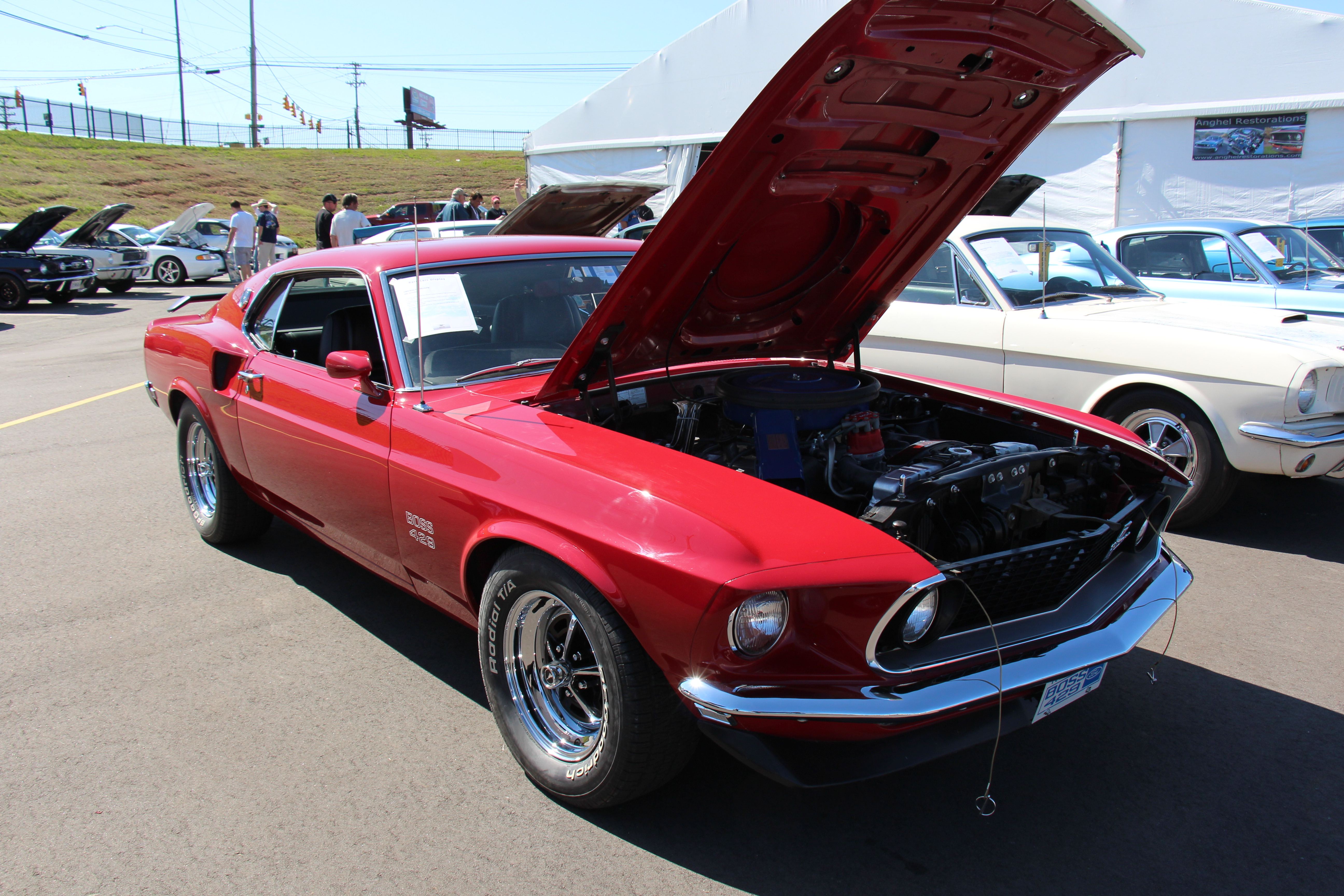
Ford Mustang Boss 429 del 1969

In totale verranno realizzate 1.358 Boss 429 nei due anni di produzione della vettura.

## Boss 429 model year 1969
Nel 1969 furono 859 le Boss 429 prodotte. Erano disponibili in cinque colori: Raven Black, Wimbledon White, Royal Maroon, Candyapple Red e Black Jade. L'airscoop era dello stesso colore della carrozzeria. Gli interni erano disponibili solo in colore nero.

## Boss 429 model year 1970

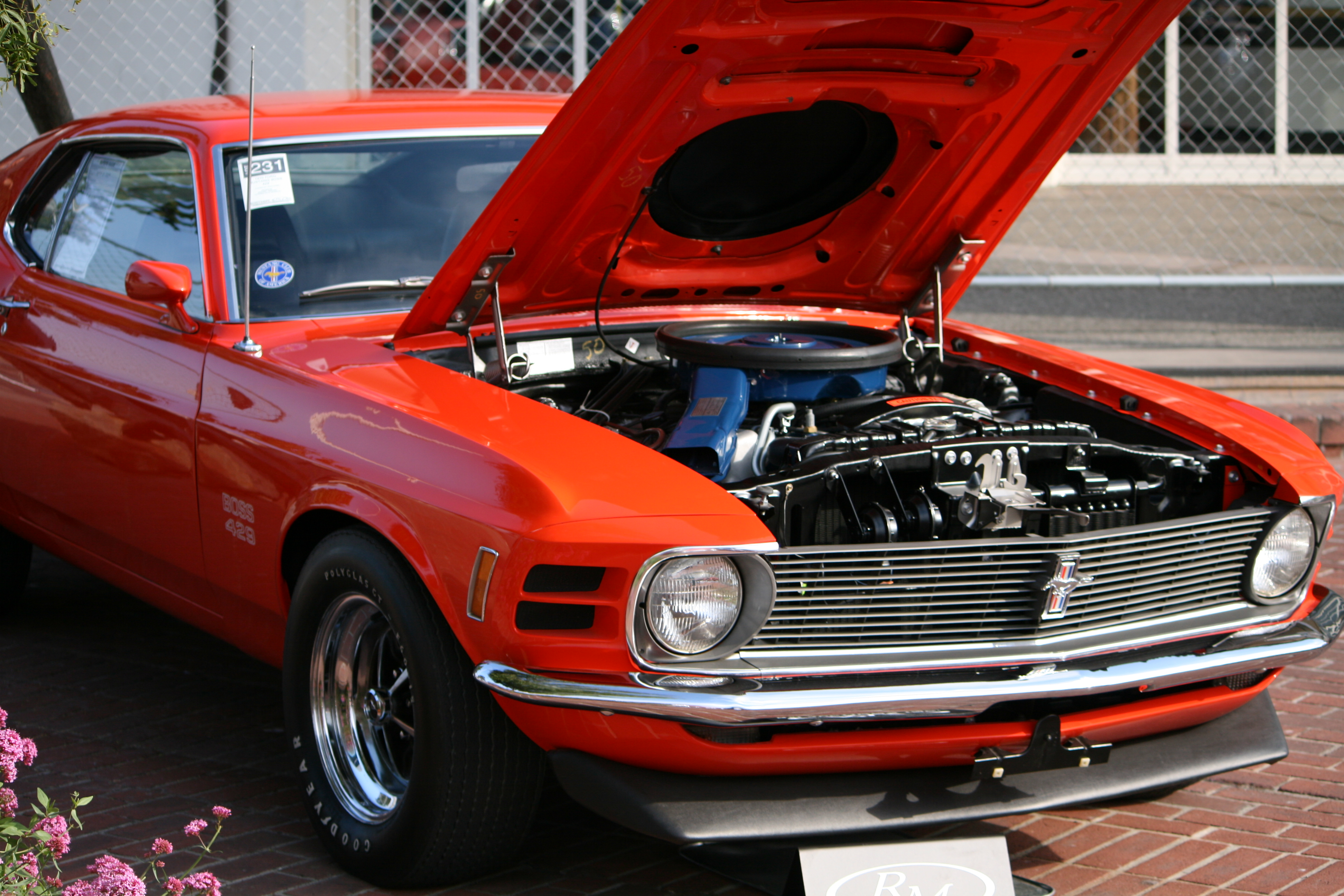
Ford Mustang Boss 429 del 1970

Il modello del 1970 poteva essere ordinato nelle colorazioni Grabber Orange, Grabber Green, Calypso Coral e Pastel Blu. Gli interni erano disponibili in bianco o in nero mentre l'airscoop sul cofano era nero, indipendentemente dal colore della carrozzeria.
Nel 1970 furono prodotte 499 esemplari di questa vettura. Il calo delle vendite era dovuto agli alti costi della vettura e all'aumento del prezzo del carburante. Questo portò alla decisione di porre fine alla sua produzione.

## Risultati sportivi
Nelle competizioni queste vetture si aggiudicarono numerose gare e alla loro guida si alternarono piloti famosi tra i quali Cale Yarborough e Michey Thompson.